# オールアメリカン・アソシエーション
オールアメリカン・アソシエーション（All-American Association）は、アメリカ合衆国で活動していたプロ野球の独立リーグ。

## 歴史
2001年に創設され、リーグ戦を開始。
同年のリーグ戦終了後、リーグは解散。リーグに参加していた6チームの内、4チームは他の独立リーグへ移籍した。

## リーグ構成球団
| チーム名                         | 英語表記                 | 本拠地                     | 備考                                                                      |
| -------------------------------- | ------------------------ | -------------------------- | ------------------------------------------------------------------------- |
| オールバニ・アリゲーターズ       | Albany Alligators        | ジョージア州オールバニ     |                                                                           |
| タイラー・ラフネックス           | Tyler Roughnecks         | テキサス州タイラー         | →セントラル・ベースボール・リーグへ移籍 →ジャクソン・セネターズに名称変更 |
| テネシー・ティーズ               | Tennessee T's            | テネシー州ウィンチェスター |                                                                           |
| バトンルージュ・ブルーマーリンズ | Baton Rouge Blue Marlins | ルイジアナ州バトンルージュ | →サウスイースタン・リーグへ移籍 →バトンルージュ・リバーバッツに名称変更   |
| フォートワース・キャッツ         | Fort Worth Cats          | テキサス州フォートワース   | →セントラル・ベースボール・リーグへ移籍                                   |
| モンゴメリー・ウィングス         | Montgomery Wings         | アラバマ州モンゴメリー     | →サウスイースタン・リーグへ移籍                                           |